# All or Nothing世界巡迴演唱會
All or Nothing世界巡回演唱会 是韩国女子组合2NE1的第二次亚洲巡演和第三次巡回演唱会，以支持他们的第二张韩国录音室专辑CRUSH (2014)。 2014年3月至 2014年10月，巡演访问了亚洲各国，包括韩国、日本、菲律宾、中国、泰国、马来西亚等。这是 2NE1 在两年后的 2016年解散前的最后一场巡回演唱会。

## 背景
2014年1月15日，YG 娱乐正式宣布了 All or Nothing世界巡回演唱会，同时公开了 2NE1 的第二张韩语录音室专辑Crush。 巡演于2014年3月1日和3月2日在首尔的SK Olympic Handball Gymnasium拉开帷幕, 在该专辑的音乐节目促销之前。巡演于10月17日在澳门金光综艺馆结束。

## 演唱会简介
All or Nothing 音乐会分为四个部分，每个部分都有不同的主题颜色。第一个主题，粉红色，以使用激光枪道具的小组成员为特色。在《Don't Stop the Music》之后，第二个主题的节奏放慢了：纯真，以白色为主题。成员们在跳舞休息后，坐在舞台前面，为他们的歌曲《想你》、《如果我是你》和《回家吧》进行了原声演绎。
第三部分代表爱，并以红灯为特色，他们表演了《我爱你》的圈舞版本，随后是《Come Back Home》等曲目的第二次演绎。 CL 以她的个人单曲开始了第四节，黑色的叛逆，Bom、Dara 和 Minzy 随后加入了她的韩国版“尖叫”。 “我是最好的”的表演以小组成员骑着摩托车为特色。紧随其后的是“I Don't Care”和“Go Away”的摇滚演绎，以及与身着香蕉印花睡衣的成员一起进行的五首歌曲安可。

## 设置列表
1. "Intro Visual"
2. "Crush"
3. "Fire"
4. "박수 쳐 (Clap Your Hands)"
5. "Pretty Boy"
6. "Don't stop the Music"
7. " Video transition"
8. "그리워해요 (Missing You)"
9. "살아 봤으면 해 (If I Were You)"
10. "Come Back Home (Unplugged)"
11. " Ugly"
12. " I Love You"
13. "Come Back Home"
14. "너 아님 안돼 (Gotta Be You)"
15. "Do You Love Me"
16. "Happy MV"
17. "나쁜 기집애 (The Baddest Female)"
18. "멘붕 (MTBD)"
19. "Scream"
20. "내가 제일 잘 나가 (I Am the Best)"
21. "I Don't Care"
22. "Go Away"

Encore:
1. "Lonely"
2. "In Or Out" (in Manila only)
3. "내가 제일 잘 나가 (I Am the Best)" / "Gotta Be You"
4. "Please Don't Go (Guangzhou only)
5. "Can't Nobody"
6. "Falling in Love" (Macau only)
7. "Baby I Miss You"

## 旅游日期
| 日期           | 城市     | 国家／地区 | 演出场地           | 观赏人数 |
| -------------- | -------- | ---------- | ------------------ | -------- |
| 2014年3月1日   | 首尔     |            | SK奥林匹克手球馆   | 12,000   |
| 2014年3月2日   | 首尔     |            | SK奥林匹克手球馆   | 12,000   |
| 2014年3月22日  | 香港     | 香港       | 亞洲國際體育館     | 8,000    |
| 2014年4月11日  | 上海     | 中国       | 上海大舞台         | —        |
| 2014年4月19日  | 北京     | 中国       | 万事达卡中心       | 8,000    |
| 2014年4月26日  | 台北     | 臺灣       | 台北大学体育馆     | —        |
| 2014年4月27日  | 台北     | 臺灣       | 台北大学体育馆     | —        |
| 2014年5月17日  | 马尼拉   | 菲律賓     | 亚洲商城竞技场     | —        |
| 2014年5月24日  | 吉隆坡   | 马来西亚   | 国家体育馆         | 4,000    |
| 2014年6月8日   | 雅加达   | 印度尼西亞 | 马塔埃朗国际体育场 | —        |
| 2014年6月28日  | 新加坡   | 新加坡     | 新加坡室内体育馆   | 8,000    |
| 2014年7月5日   | 横滨     | 日本       | 横滨竞技场         | 17,000   |
| 2014年7月6日   | 横滨     | 日本       | 横滨竞技场         | —        |
| 2014年7月12日  | 神户     | 日本       | 世界纪念馆         | —        |
| 2014年7月13日  | 神户     | 日本       | 世界纪念馆         | —        |
| 2014年8月2日   | 仰光     | 緬甸       | 缅甸活动公园       | 10,000   |
| 2014年8月10日  | 胡志明市 | 越南       | Phu Tho室内体育场  | —        |
| 2014年8月23日  | 曼谷     | 泰國       | Impact会展中心     | 9,000    |
| 2014年9月20日  | 广州     | 中国       | 广州国际体育中心   | —        |
| 2014年10月17日 | 澳門     | 澳門       | 金光综艺馆         | —        |
| 全部的         | 全部的   | 全部的     | 全部的             | 不适用   |

## 广播和录音

### 2014 2NE1世界巡回演唱会：All or Nothing（首尔现场）
2014 2NE1 World Tour: All or Nothing (Live in Seoul)是韩国女团2NE1的第四张现场专辑。现场专辑于2014年5月23日由YG Entertainment发行。 这张专辑是在 2014年3月1日至2日在首尔举行的SK Olympic Handball Gymnasium 举行的首场演唱会上录制的。
日语版的现场专辑于2014年12月10日发行，该专辑于7月6日在该组合的横滨音乐会期间录制。